# Hoplognathotermes
Hoplognathotermes es un género de termitas isópteras perteneciente a la familia Termitidae que tiene las siguientes especies:
1. Hoplognathotermes submissus
2. Hoplognathotermes subterraneus angolensis
3. Hoplognathotermes subterraneus